# میلانلو
مرکز ورزشی میلانلو یا به‌طور اختصاری میلانلو (به ایتالیایی: Milanello) ورزشگاهی است که برای تمرینات باشگاه میلان مورد استفاده قرار می‌گیرد.